# Flávia Saraiva
Flávia Lopes Saraiva (Rio de Janeiro, 30 de setembro de 1999), é uma ginasta brasileira que compete em provas de ginástica artística.
Flávia Lopes Saraiva participou dos Jogos Pan-Americanos de 2015 representando o Brasil. Em sua primeira apresentação nos Jogos Pan-Americanos, classificou-se em primeiro lugar na trave. Conquistou uma medalha de bronze por equipes e o bronze individual geral no Pan Americano 2015, fato que não ocorria com uma brasileira há 12 anos. Flávia conquistou desde então inúmeras medalhas em etapas de Copa do Mundo de Ginástica Artística (a maioria delas de ouro). Ela é uma das representantes dos novos talentos olímpicos brasileiros. No Campeonato Mundial de Ginástica Artística de 2023, a ginasta Flávia Lopes Saraiva fez parte da conquista da primeira medalha por equipes do Brasil na história dos campeonatos mundiais internacionais e campeonatos Brasileiro de Ginastica .
No ano de 2024, Flávia Lopes Saraiva participou dos Jogos Olímpicos de Verão de 2024, onde foi parte fundamental da primeira medalha olímpica por equipes já conquistada pela seleção feminina de ginástica, conquistando a medalha de bronze.

## Biografia

### Primeiros anos
Flávia nasceu no subúrbio, em Paciência, um bairro na cidade do Rio de Janeiro, capital do estado do Rio de Janeiro, no ano de 1999.

### 2013
A primeira competição internacional que Saraiva participou foi o Houston National Invitational, realizado na cidade de Houston, no Texas, onde terminou em 10º lugar no individual geral. Em dezembro, competiu no Gimnasíada, realizado em Brasília. No evento, conquistou medalhas de ouro no exercício de solo e trave de equilíbrio, de prata com sua equipe e acabou na sexta colocação nas barras assimétricas.

### 2014
Flávia começou a temporada de 2014 competindo no World Olympic Gymnastics Academy, ocorrido em Plano, no Texas. Na competição americana, ficou em primeiro na trave de equilíbrio, em segundo com sua equipe e em quinto lugar no concurso individual geral.
Em março do mesmo ano, competiu no Campeonato Pan-Americano Júnior, realizado em Aracaju no Sergipe, como um encontro para a qualificação dos Jogos Olímpicos de Verão da Juventude de 2014. Com excelente desempenho, conquistou o primeiro lugar no solo e individual geral, o segundo com a equipe e o terceiro nas barras e na trave.
Em agosto, foi a campeã nacional júnior do Campeonato Brasileiro de Ginástica Artística, e medalhista de bronze na trave.
Ela substituiu a colega de equipe lesionada Rebeca Andrade e competiu nos Jogos Olímpicos de Verão da Juventude de 2014 em Nanjing, na China. Naquela ocasião, ganhou a medalha de ouro no solo, além de conquistar a prata no individual geral e na trave.

### 2015
Flávia Saraiva fez a sua estreia internacional sênior na Copa do Mundo de Ginástica Artística, na cidade de São Paulo. Ela venceu o exercício de solo, e ficou com a medalha de prata na trave de equilíbrio, atrás da chinesa Shang Chunsong.
Integrou a delegação brasileira nos Jogos Pan-Americanos de 2015, realizado em Toronto no Canadá. Juntamente com as atletas Lorrane Oliveira, Letícia Costa, Daniele Hypólito e Julie Kim Sinmon, conquistou o bronze na categoria por equipes, atrás dos Estados Unidos e Canadá. Também conquistou o bronze para o Brasil, no individual geral feminino, ficando atrás da canadense Ellie Black e da estadunidense Madison Desch.

### 2016

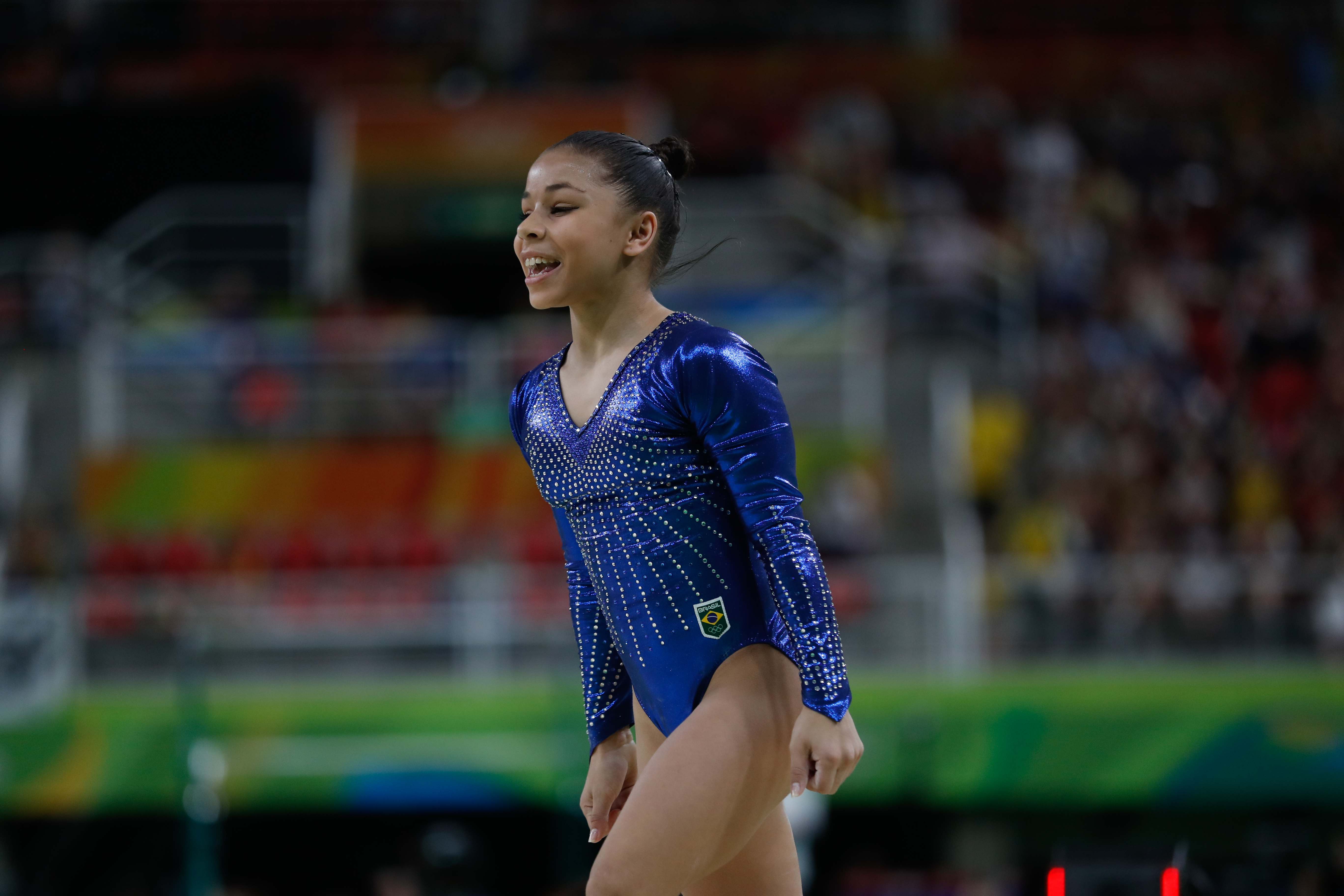
Flávia Saraiva durante final por equipes da ginástica artística feminina nos Jogos Olímpicos Rio 2016.

A atleta fez a sua estreia nos Jogos Olímpicos de Verão na edição dos 2016, realizada no Rio de Janeiro. Tendo sido um dos destaques, comovendo a todos com o seu carisma. Flavinha também conquistou o 5°lugar na trave olímpica e o 8° na competição por equipes.
Em sua estreia, foi elogiada pela ginasta Simone Biles, dos Estados Unidos, que afirmou que Flávia merecia a medalha de bronze na trave que a própria Biles havia recebido.
Ainda naquele ano, firmou contrato com Clube de Regatas do Flamengo.

### 2017
Na etapa de Koper, na Eslovênia, da Copa do Mundo de Ginástica Artística de 2017, Flávia ficou com o bronze nas barras assimétricas. No dia seguinte, disputou duas finais, sofrendo uma queda no solo que ocasionou uma torção no tornozelo, acabando em oitavo lugar. Já na trave, terminou em quarto atrás da também brasileira Thais Fidelis, que ficou com o bronze.

### 2019
Participou do selecionado brasileiro que foi para os Jogos Pan-Americanos de 2019, realizado em Lima, no Peru. Na competição, trouxe para o brasil a medalha de bronze por equipe, juntamente com Carolyne Pedro, Lorrane Oliveira, Thaís Fidélis e Jade Barbosa. No individual geral e no solo, Saraiva também garantiu a medalha de bronze.
Em outubro de 2019, Saraiva disputou o Campeonato Mundial de Ginástica Artística de 2019, realizado em Stuttgart, na Alemanha. Na competição, o Brasil terminou na 14ª colocação na classificação por equipes e, portanto, não avançou para a final por equipes para os Jogos Olímpicos em Tóquio. Saraiva, porém, terminou a classificação geral em décimo lugar e, portanto, se classificou como atleta individual para as Olimpíadas.
Além disso, também classificou-se para as finais do evento de exercício de solo e trave de equilíbrio. Durante a final do individual geral, terminou em sétimo lugar. Durante as finais do evento, ela terminou em sexto lugar na trave e em quarto lugar nos exercícios de solo.

### 2020
Saraiva iria disputar os Jogos Olímpicos de Verão de 2020, na cidade de Tóquio no Japão, porém devido a Pandemia de COVID-19, a competição foi adiada para o ano seguinte. Em julho de 2020, Saraiva e vários outros integrantes do Comitê Olímpico do Brasil (COB) viajaram para Portugal, pois não puderam retomar os treinos devido à instabilidade criada pela Pandemia de COVID-19 no Brasil e às academias fechadas.
Em 5 de dezembro de 2020, foi noticiado que a atleta testou positivo para COVID-19, junto com uma colega da Seleção Brasileira de Ginástica, Rebeca Andrade; o que resultou em seu afastamento dos treinos físicos para ter o isolamento social e recuperar totalmente.
Em 28 de dezembro de 2020, foi anunciado oficialmente que Flávia havia entrado para a lista dos embaixadores do Jogos Escolares Brasileiros (JEB's) de 2021, durante gestão ministerial de Onyx Lorenzoni (DEM).

### 2021
Nos Jogos Olímpicos, Flávia sofreu uma lesão em seu tornozelo na última passada do solo durante as fases qualificatórias, não completando os aparelhos restantes e tendo se apresentado somente na trave e no solo. Contudo, a ginasta ainda conseguiu se classificar para as finais da trave e, apesar da lesão, competiu e terminou em sétimo lugar.

### 2023
Na Copa do Mundo de Ginástica Artística de 2023, realizada em Paris, na França, Flávia Saraiva fez uma grande exibição na final de trave e terminou a final com a terceira melhor nota. Nas barras assimétricas terminou na sexta colocação. Saraiva também foi finalista no solo, onde foi a sexta colocada.
No Campeonato Mundial de Ginástica Artística de 2023, realizada em Antuérpia, na Bélgica fez parte da conquista da primeira medalha por equipes do Brasil na história dos campeonatos mundiais, juntamente com Rebeca Andrade, Jade Barbosa, Lorrane Oliveira e Júlia Soares. Também, conquistou a medalha de bronze no solo, sendo sua primeira medalha individual em campeonatos mundiais. No selecionado brasileiro, viajou para os Jogos Pan-Americanos de 2023, realizados em Santiago no Chile. Com as atletas, Rebeca Andrade, Jade Barbosa, Carolyne Pedro e Júlia Soares, conquistaram a prata na categoria por equipe, sendo superadas apenas pela equipe estadunidense. Em categorias individuais, conquistou medalhas de prata no individual geral, na trave e no solo. Também nas categorias individuais, ganhou medalha de bronze nas barras assimétricas, tornando-se a ginasta mais vencedora em Jogos Pan-Americanos, com o total de cinco medalhas.

### 2024
Nos Jogos Olímpicos de Verão de 2024, realizado em Paris, Flávia Saraiva assegurou o inédito bronze geral por equipes ao lado do resto da seleção feminina. Apesar de um início desfavorável, a seleção brasileira conseguiu se levantar no ranking nas últimas rotações para garantir o pódio. Também foi 9° colocada na categoria Individual Geral. Flávia notoriamente caiu das barras assimétricas durante um aquecimento e cortou o supercílio, passando toda a competição com um curativo na cabeça e manifestando sintomas de traumatismo craniano para os médicos da seleção. Após as Olimpíadas operou um ombro.

## Principais resultados
| Ano  | Evento                                    | AA                | Equipe            | Salto sobre o cavalo | Trave             | Barras assimétricas | Solo              |
| ---- | ----------------------------------------- | ----------------- | ----------------- | -------------------- | ----------------- | ------------------- | ----------------- |
| 2014 | Jogos Olímpicos da Juventude              | Medalha de prata  |                   |                      | Medalha de prata  |                     | Medalha de ouro   |
| 2015 | Copa do Mundo - São Paulo                 |                   |                   |                      | Medalha de prata  | 8º                  | Medalha de ouro   |
| 2015 | Jogos Pan-Americanos                      | Medalha de bronze | Medalha de bronze |                      | 5º                |                     | 6º                |
| 2015 | Campeonato Mundial de Ginástica Artística | 24º               | 9º                |                      |                   |                     |                   |
| 2016 | Copa do Mundo - Baku                      |                   |                   |                      | Medalha de ouro   | Medalha de bronze   | Medalha de ouro   |
| 2016 | Troféu Jesolo                             | 4°                | Medalha de prata  |                      | 5°                |                     | 4°                |
| 2016 | Copa do Mundo - Anadia                    |                   |                   |                      | Medalha de ouro   |                     | Medalha de ouro   |
| 2016 | Jogos Olímpicos                           |                   | 8º                |                      | 5º                |                     |                   |
| 2017 | Troféu Jesolo                             | 5º                | Medalha de prata  |                      | Medalha de prata  |                     | Medalha de ouro   |
| 2017 | Copa do Mundo - Koper                     |                   |                   |                      | 4º                | Medalha de bronze   | 8°                |
| 2018 | Campeonato Mundial de Ginástica Artística | 8º                | 7º                |                      |                   |                     | 5º                |
| 2018 | Copa do Mundo - Cottbus                   |                   |                   |                      | Medalha de prata  |                     | Medalha de ouro   |
| 2019 | Copa do Mundo - Stuttgart                 |                   | Medalha de ouro   |                      |                   |                     |                   |
| 2019 | Jogos Pan-Americanos                      | Medalha de bronze | Medalha de bronze |                      | 5º                |                     | Medalha de bronze |
| 2019 | Campeonato Mundial de Ginástica Artística | 7º                |                   |                      | 6º                |                     | 4º                |
| 2021 | Jogos Olímpicos                           |                   |                   |                      | 7º                |                     |                   |
| 2023 | Copa do Mundo - Paris                     |                   |                   |                      | Medalha de bronze | 6º                  | 6º                |
| 2023 | Campeonato Mundial                        | 15º               | Medalha de prata  |                      |                   |                     | Medalha de bronze |
| 2023 | Jogos Pan-Americanos                      | Medalha de prata  | Medalha de prata  |                      | Medalha de prata  | Medalha de bronze   | Medalha de prata  |
| 2024 | Troféu Jesolo                             | 4º                | Medalha de prata  |                      | Medalha de ouro   |                     | Medalha de ouro   |
| 2024 | Jogos Olímpicos                           | 9º                | Medalha de bronze |                      |                   |                     |                   |